# 伊塔洛·加里波第
伊塔洛·加里波第（義大利語：Italo Gariboldi，1879年4月20日—1970年2月3日）是一位義大利第二次世界大战前和二战中的將領，最高軍階為上將，主要指揮二戰東線以及北非戰線的義大利軍部隊。他被授予納粹德國騎士鐵十字勳章。

## 生平
加里波第出生于意大利伦巴第洛迪。
在第一次世界大战以及在战间期加里波第获得多个不同的参谋、团和旅指挥官职务，不断晋升。

### 衣索比亞
1935年在第二次義大利衣索比亞戰爭中加里波第在北方战线指挥第30步兵师。他的师是驻扎在厄立特里亚的第一军团的一部分。1936年意大利战胜埃塞俄比亚（即衣索比亞）后厄立特里亚、埃塞俄比亚和意属索马里兰合并为意属东非殖民地。

### 北非

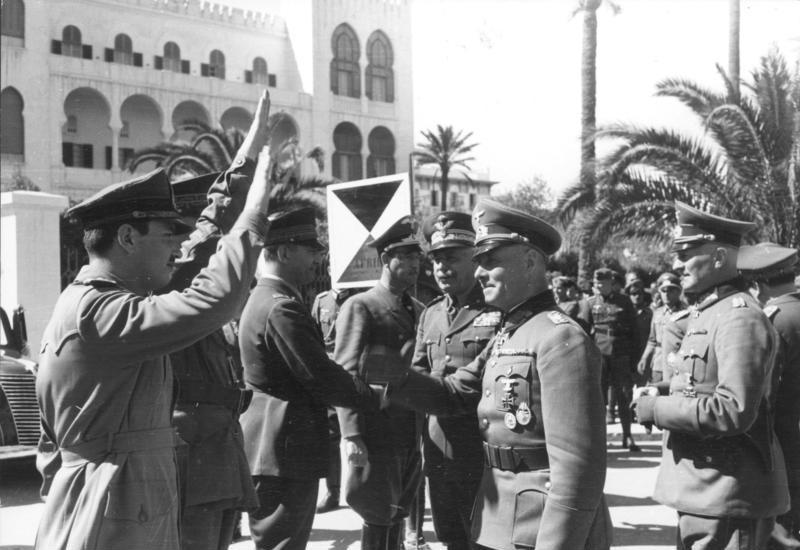
1941年2月，抵達義屬殖民地利比亞的黎波里的隆美爾，正和幾位義軍打招呼，他左邊那位陪行者則是義大利北非派遣軍司令伊塔洛·加里波第上將。

从1939年至1941年加里波第是伊塔洛·巴尔博元帅的“北非最高司令部”统帅下的一名陆军指挥官。意大利宣战时加里波第是驻扎在法占突尼斯边境上一大批第一军的指挥官。后来他统帅意属利比亚的两支军。法國戰役结束后第五军成为埃及边境上一大批第十军的后援。
1940年12月英军发动羅盤行動马里奥·贝尔蒂将军正在养病，因此加里波第暂时担任第十军的指挥。贝尔蒂的后任陣亡后加里波第再次正式被授命为第十军指挥，但是这个时候第十军实际上已经全军覆没了。
1941年3月25日加里波第继魯道夫·格拉齊亞尼被晋升为利比亚总督。7月19日加里波第被指控不与隆美尔合作而被卸职。埃托雷·巴斯蒂科继任。

### 俄国
从1942年至1943年加里波第指挥意大利在俄国的军队。在斯大林格勒战役中该军全军覆没。

### 意大利
1943年维托里奥·埃马努埃莱三世和佩特罗·巴多格里奥元帅拘捕贝尼托·墨索里尼并与盟军签署停火协议时加里波第正在意大利。德国人把他作为战俘逮捕。1944年他以叛变的罪名被判死刑。
1944年晚期加里波第被盟军救援，他于1970年逝世于罗马。
他的儿子也从军。